# Хо-Ру
Тип 5 «Хо-Ру» (c яп. Артиллерийский-одиннадцатый) — японская противотанковая самоходная артиллерийская установка времён Второй мировой войны.

## История создания
Своим созданием легкая противотанковая САУ Тип 5 «Хо-Ру» обязана американским средним танкам М3 и М4, успешно действовавшим на тихоокеанском театре военных действий. Как показал опыт боевых действий в открытом противостоянии «Шерманами» шансы на победу были только у экипажей средних танков «Чи-Ха», да и то в самых благоприятных обстоятельствах. Американские машины превосходили своих противников по всем параметрам и пробить из 30-60 мм броню могли только противотанковые 47-мм или 75-мм пушки, доставить которые к месту сражений удавалось далеко не всегда. Так появилась необходимость иметь на вооружении специализированную САУ, задачей которой была бы борьба с бронетехникой американцев.
В 1945 году, предвидя неминуемое вторжение американцев на острова метрополии, японское командование судорожно пыталось разработать эффективные противотанковые средства. Стоящих на вооружении средних танков и самоходок было недостаточно, чтобы остановить танковые армады союзников.
Одним из наиболее удачных вариантов стало создание САУ «Хо-Ни», вооруженной 75-мм противотанковой пушкой и построенной на шасси того же «Чи-Ха». Как один из вариантов было предложено смонтировать 47-мм пушку, такую же как у средних танков «Шинхото Чи-Ха» и «Чи-Хе», в неподвижной рубке на шасси легкого танка «Ха-Го». Видимо, предполагалось использовать для такой конверсии уже имевшиеся в наличии и глубоко устаревшие «Ха-Го».
САУ «Хо-Ру» проходила испытания в 1945 году, однако детальная информация об их проведении и результатах отсутствует. Проект не получил дальнейшего развития по причине малой мощности 47-мм орудия, не способного бороться с новыми американскими и британскими танками

### Вооружение
Главным преимуществом в противодействии американским танкам у японской САУ было 47-мм противотанковое орудие, установленное в приземистой открытой сзади боевой рубке. Бронебойный снаряд этого орудия имел начальную скорость порядка 820 м/с и пробивал вертикально расположенную 50-мм бронеплиту на дистанции до 500 метров.

### Двигатель и трансмиссия
На САУ устанавливался 6-цилиндровый дизельный двигатель воздушного охлаждения «Mitsubishi» А6120 VD, мощностью 120 л. с. (88 кВт) при 1800 об/мин. Трансмиссия механического типа: редуктор, коробка передач (4 + 1), карданный вал, соединенный коническими шестернями с валами бортовых фрикционов, одноступенчатые бортовые редукторы.

### Ходовая часть
Шасси новой самоходки Тип 5 «Хо-Ру» было взято от «Ха-Го», но претерпело ряд изменений, были предусмотрены расширенные 350-мм траки и новая ведущая звездочка для них.
Конструктивно, ходовая часть состояла из четырех сдвоенных опорных катков на борт с подвеской типа Хара, двух поддерживающих роликов, заднего направляющего колеса ведущего колеса переднего расположения с цевочным зацеплением. Доработали только гусеницу: мелкозвенчатая, с открытым шарниром и одним гребнем, шириной 350 мм, шаг трака 95 мм, число траков — 97.